# Askizsky (huyện)
Huyện Askizsky (tiếng Nga: ? райо́н) là một huyện hành chính tự quản (raion), của Bashkortostan, Nga. Huyện có diện tích 8091 kilômét vuông. Trung tâm của huyện đóng ở Askis.